# Sangamon County
Sangamon County är ett county i delstaten Illinois, USA. År 2010 hade countyt 197 465 invånare. Den administrativa huvudorten (county seat) är Springfield.

## Geografi
Enligt United States Census Bureau har countyt en total area på 2 271 km². 2 248 km² av den arean är land och 23 km² är vatten.

### Angränsande countyn
- Menard County, Illinois - nord
- Logan County, Illinois - nord
- Macon County, Illinois - öst
- Christian County, Illinois - sydost
- Montgomery County, Illinois - syd
- Macoupin County, Illinois - syd
- Morgan County, Illinois - väst
- Cass County, Illinois - väst

### Orter
- Auburn
- Chatham
- Leland Grove
- Mechanicsburg
- Springfield (huvudort)
- Virden (delvis i Macoupin County)